# Bathyergidae
Bathyergidés, Rats-taupes
Pour les articles homonymes, voir Rat-taupe.
Famille
Les Bathyergidés (Bathyergidae) sont une famille de l'ordre des Rongeurs. Cette famille qui rassemble une partie des rats-taupes a été décrite pour la première fois en 1841 par le zoologiste britannique George Robert Waterhouse (1810-1888).

## Répartition
On ne trouve plus aujourd'hui de rats-taupes qu'en Afrique subsaharienne ; quant aux formes fossiles, la plupart ont été retrouvées en Afrique, hormis quelques spécimens de l'espece Cryptomys asiaticus du Pléistocène, mis au jour en Israël. Nowak (1999) signale également que †Gypsorhynchus a été retrouvé dans des dépôts fossiles de Mongolie.

## Liste des sous-familles et genres

### Taxons actuels
Selon Mammal Species of the World (version 3, 2005)  (11 déc. 2012) et BioLib (13 octobre 2016) :
- sous-famille Bathyerginae
  - genre Bathyergus Illiger, 1811
  - genre Cryptomys Gray, 1864
  - genre Fukomys Kock & al., 2006 (non reconnu par MSW[4])
  - genre Georychus Illiger, 1811
  - genre Heliophobius Peters, 1846
- sous-famille Heterocephalinae
  - genre Heterocephalus Rüppell, 1842
    - espèce Heterocephalus glaber Rüppell, 1842

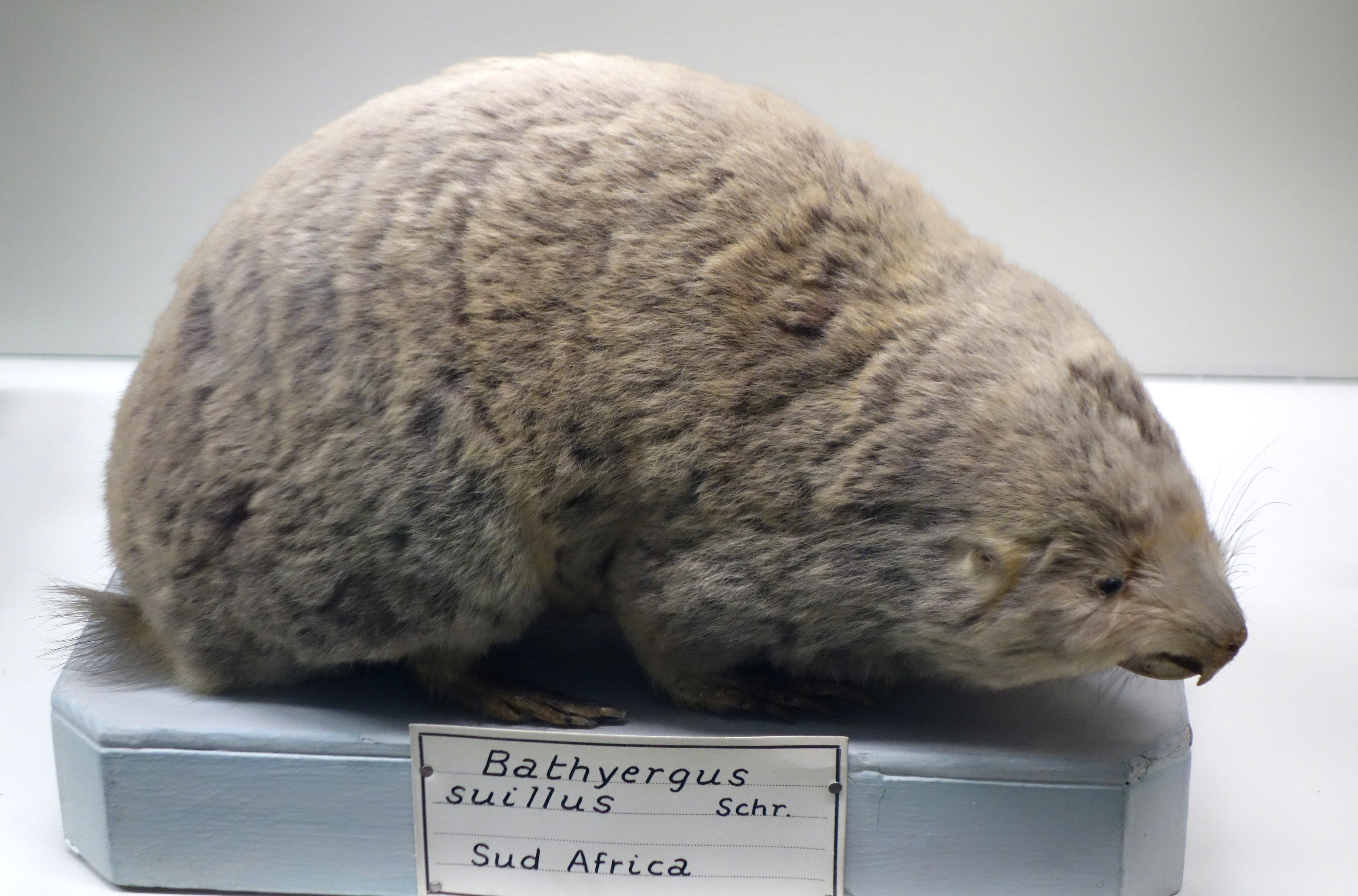
Bathyergus suillus
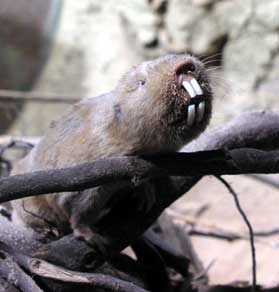
Cryptomys anselli
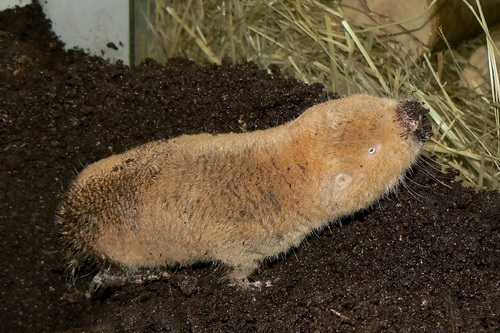
Fukomys mechowii
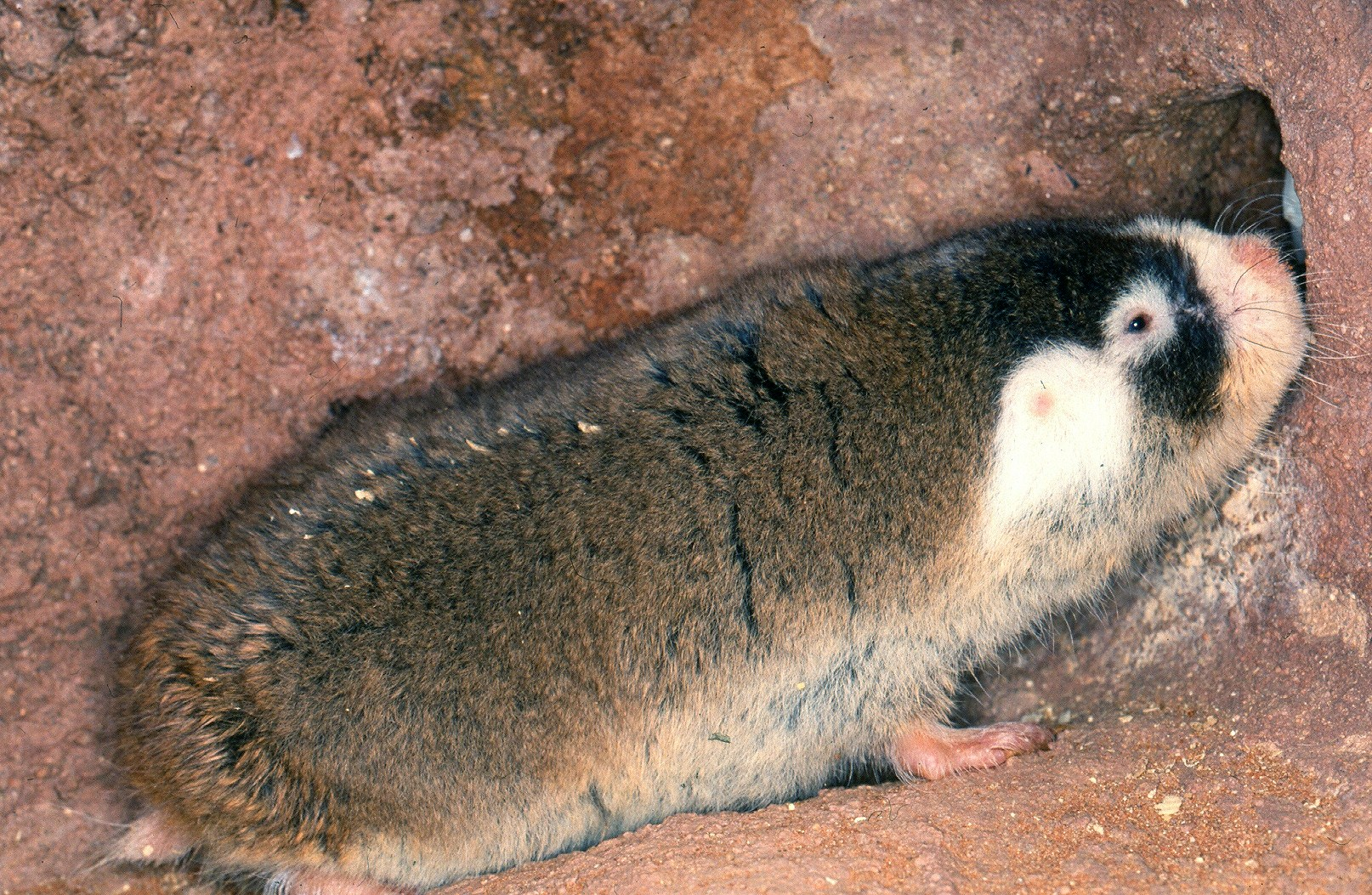
Georychus capensis
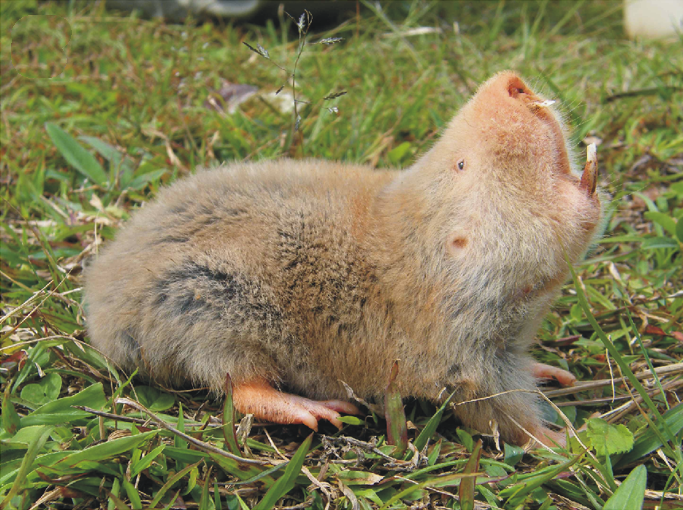
Heliophobius argenteocinereus

### Taxons éteints et actuels
Selon Paleobiology Database (11 déc. 2012) :
- genre Bathyergoides (en)
- genre Bathyergus
- genre Cryptomys
- genre Georychus
- genre Gypsorhynchus
- genre Heliophobius
- genre Heterocephalus
- genre Paracryptomys
- genre Proheliophobius